# Ceratina pubescens
Ceratina pubescens är en biart som beskrevs av Smith 1879. Ceratina pubescens ingår i släktet märgbin, och familjen långtungebin. Inga underarter finns listade i Catalogue of Life.